# Jarosław Filip Czub
Jarosław Filip Czub – polski politolog, doktor habilitowany nauk społecznych, adiunkt na Wydziale Nauk Politycznych i Studiów Międzynarodowych Uniwersytetu Warszawskiego. Specjalista w zakresie europeistyki. 

## Kariera naukowa
W dniu 25 maja 2011 uzyskał na ówczesnym Wydziale Dziennikarstwa i Nauk Politycznych UW stopień doktora nauk humanistycznych w zakresie nauk o polityce na podstawie pracy Rola organizacji biznesu w systemie instytucjonalnym Unii Europejskiej, które promotorem był Konstanty Adam Wojtaszczyk. 23 stycznia 2019 r. na tym samym wydziale, noszącym już wówczas nazwę Wydziału Nauk Politycznych i Studiów Międzynarodowych UW, uzyskał stopień doktora habilitowanego nauk społecznych w dyscyplinie nauk o polityce na podstawie dorobku naukowego i rozprawy Hybrydowy model funkcjonowania grup interesu w Unii Europejskiej. 
Należał do kadry naukowo-dydaktycznej Instytutu Europeistyki UW, gdzie zajmował stanowiska pełnomocnika dyrektora instytutu ds. USOS (2012-2015, 2018-2019), pełnomocnika ds. praktyk studenckich (2016-2019), pełnomocnika ds. promocji (2014-2017) oraz sekretarza Zakładu Prawa i Instytucji Europejskich (2015-2019). Po reorganizacji wydziału z 2019 r., w ramach której instytuty zostały zastąpione przez katedry, znalazł się w zespole Katedry Prawa i Instytucji Unii Europejskiej. 